# The Supermen
«The Supermen» es una canción escrita por el músico británico David Bowie en 1970 y publicada como canción de cierre del álbum The Man Who Sold the World. Fue una de las varias canciones del álbum en ser inspiradas por el trabajo de figuras literarias tales como Friedrich Nietzsche y H. P. Lovecraft.

## Música y letra
La canción ha sido descrita como el reflejo de la influencia del Romanticismo alemán, su tema y letra hace referencia a las visiones apocalípticas de Friedrich Nietzsche y sus prominentes timbales que se asemejan al poema de Richard Strauss, Also sprach Zarathustra. Bowie dijo después "Estaba en esa etapa donde pretendía que entendía Nietzsche... Y había tratado de traducirlo a mis propios términos para entenderlo, así que "The Supermen" salió de eso". Críticos también han visto la influencia de las historias de H. P. Lovecraft sobre "dioses antiguos inactivos".

## Versiones en vivo
- Una presentación temprana de la canción, por the Hype, en el programa de la BBC, Sounds of the 70s con Andy Ferris, grabado en marzo de 1970, fue publicado por primera vez en 2016, en la edición de vinilo del álbum Bowie at the Beeb.[5]
- Bowie tocó la canción en el programa de la BBC Sounds of the Seventies con Bob Harris el 21 de septiembre de 1971 (transmitido el 4 de octubre de 1971).[6]
- Una versión en vivo grabada en el Boston Music Hall el 1 de octubre de 1972 fue publicada en la caja recopilatoria Sound + Vision. Sin embargo, la misma canción apareció en un disco extra del 30th aniversario de Aladdin Sane en 2002.[7]
- Otra versión en vivo grabada en el Santa Monica Civic Auditorium el 20 de octubre de 1972 fue publicado en Santa Monica '72 y Live Santa Monica '72.[8]

## Otros lanzamientos
- Una versión alternativa de la canción fue grabada el 12 de noviembre de 1971 durante las sesiones de The Rise and Fall of Ziggy Stardust and the Spiders from Mars. Apareció por primera vez en el álbum, Glastonbury Fayre en junio de 1972, recopilado por los organizadores del Festival de Glastonbury en el que Bowie había tocado en 1971.[9] Fue publicado más tarde como una canción adicional en la reedición de Hunky Dory por Rykodisc en 1990, y otra vez en el disco adicional de Ziggy Stardust – 30th Anniversary Reissue en 2002.[10]
- La canción aparece en el álbum de 2020 ChangesNowBowie.[11]

## Otras versiones
- Doctor Mix and the Remix – Wall of Noise (1979)
- Aquaserge – Repetition: A Tribute to David Bowie (2010)

## Créditos
Créditos adaptados desde las notas del álbum.
- David Bowie – voz principal y coros
- Mick Ronson – guitarra eléctrica, coros
- Tony Visconti – bajo eléctrico, coros
- Woody Woodmansey – batería